# Budapesti Lantos Kórus
A Budapesti Lantos Kórus (korábbi nevein: Munkaerő-tartalékok Kórusa, KISZ Központi Művészegyüttes Központi Kórus, Budapesti Ifjúsági Kórus) egy nemzetközi hírű magyar vegyeskar. 1950-ben alapította Lantos Rezső és Darázs Árpád. 1977-1996 között Strausz Kálmán, 1996–2023 között Gerenday Ágnes, 2023-25 között Szarka Tamás vezette. Jelenlegi karigazgatója Németh Zoltán István. Több zeneszerző a kórusnak ajánlotta szerzeményét. 2021-ben Csokonai Vitéz Mihály közösségi díjat kapott.

## Története
A Budapesti Lantos Kórusnak több elődje is volt. 1950. május 1-én alapította Darázs Árpád és Lantos Rezső Liszt-díjas karnagy, Munkaerő-tartalékok Kórusa néven. Az együttes a VI. kerület Dessewffy utcában kezdett működni, fél év múlva költözött el a mai székházba, amely a Rottenbiller utca 16-22. szám alatt található. A tenor szólamot kezdetben Szári Mihály irányította, a női kart a fiatal Osváth Edit (a későbbi Lantos Rezsőné) vezette. 1955-ben a Munkaerő Tartalékok Hivatalától, a Dolgozó Ifjúsági Szövetség (DISZ) vette át az együttes és így a kórus irányítását és fenntartását, ettől kezdve az együttes új neve DISZ Központi Művészegyüttes lett. Ekkor lett a teljes férfikar vezetője Lantos Rezső, a női karé Lantos Rezsőné, a kórus vezető karnagya továbbra is Darázs Árpád volt, amikor azonban ő az Állami Népi Együttessel külföldi turnén vett részt, akkor a kórus teljes irányítását Lantos Rezső vette át. Az 1956-os forradalom után több kórustag külföldre távozott, valamint Darázs Árpád vezető karnagy is. Ezt követően Lantos Rezső vezette a kórust, melynek új neve 1957 márciusában KISZ Petőfi Művészegyüttes Központi Kórus, később KISZ Művészegyüttes Központi Kórus lett. Lantos Rezső korán bekövetkezett haláláig, 1977-ig feleségével együtt vezette a kórust.
Az ötvenes években sok budapesti és vidéki helyszínen léptek fel, mint a MÁVAG-kolónia, a Margitszigeti Szabadtéri Színpad, a Budapesti Operettszínház, a Közlekedési Dolgozók Szakszervezetének székháza, a Sportcsarnok, a Magyar Néphadsereg székháza, a Szegedi Szabadtéri Színpad, a váci öntőiskola, a még épülő Sztálinváros Kultúrháza vagy az ajkacsingervölgyi Bányásztanuló otthon. 1952-ben, Kodály Zoltán hetvenedik születésnapja alkalmából a Zeneakadémián rendezett a kórus önálló ünnepi műsort, amelyen az ünnepelt és felesége is megjelent. A kórus tagjai közreműködtek a Dalolva szép az élet és az Ifjú szívvel című filmekben, az éneklés mellett statisztáltak is (a dalokat a kórus énekelte, az Országos Filharmónia zenekar kíséretében, Bródy Tamás vezényletével). Az 1955. év egyik legfontosabb eseménye a nyári dunántúli VIT Hangverseny körút volt, melyre a MÁV személy- és tehervagonok kíséretében került sor (Győr, Szombathely, Ajka, Inota, Székesfehérvár, Siófok, Pécs, Sárbogárd és Budapest érintésével).
A kórust a fellépések során általában Darázs Árpád és Lantos Rezső vezényelte, alkalmanként pedig olyan további személyek, mint Balassa Sándor, Breitner Tamás, Bródy Tamás, Csányi László, Lantos Rezsőné, Lehel György, Vásárhelyi Zoltán és Vass Lajos. Az énekkar ezekben az időkben több alkalommal is szerepelt a Magyar Rádió és a Magyar Hanglemezgyártó Vállalat lemezfelvételein. Az együttes és a kórus tízéves születésnapját, 1960. február 6-án a Magyar Néphadsereg Központi Tiszti Házában ünnepelte. A kórus 25 éves jubileumára, 1975-ben jelent meg a Zeng az ének című kötet, a kórus által legtöbbet énekelt 25 mű kottájával.
A kórus első külföldi fellépésére 1951-ben, a Világifjúsági találkozón került sor Kelet-Berlinben. 1956 augusztusában Csehszlovákiába utazott a kórus, fellépett Zsolnán, Liptószentmiklóson, Rózsahegyen, Trencsénben és Pozsonyban. A kórus az 1957-es Világifjúsági találkozón is részt vett Moszkvában, a kórusok versenyében III. helyezést ért el, valamint lemezfelvétele volt a Moszkvai Rádió hanglemez stúdiójában. Az ezt követő két évtizedben a kórus nagy sikerrel vett részt több fesztiválon, nemzetközi versenyeken Európa szerte (Arezzo, 1968; Várna, 1971; Tallinn, 1972; Llangollen, 1974; Tolosa, 1976; Hága, 1977; stb.), valamint versenytől, fesztiváltól függetlenül több külföldi helyszínen léptek fel: Hollandiában (Rotterdam, 1971; Hága, 1977), Nyugat-Németországban (Ingolstadt, 1972; Meerholz, 1973) és a Szovjetunióban (Leningrád, 1977). Rendszeresen léptek fel a Magyar Állami Népi Együttes zenekarával és a Rajkó Művészegyüttessel együtt. Ebben az időben számos magyar zeneszerző ajánlotta művét az énekkarnak (többek között Bárdos Lajos tizenegy művét írta az énekkar részére).
1977 és 1996 között az énekkar vezetője Strausz Kálmán Liszt-díjas karnagy volt. Ezen közel húsz év alatt az énekkar egyre inkább állandó résztvevője lett a hazai koncertéletnek. Repertoárja döntő többségét oratorikus művek jelentették. 1990-től az énekkar Budapesti Ifjúsági Kórus néven működött tovább.
1977 és 1996 között a kórus számos külföldi helyszínen lépett fel: 1978-ban Varsóban, Goriziában,  Hágában és Poeldijkban, 1979-ben Athénban és Tolosában, 1980-ban Flörsbachtalban, 1985-ben Lourdes-ban, Athénban és Karditsában (Kefaloniá), valamint Nyugat-Németországban, 1986-ban az Egyesült Királyságban (Anglia) és Nyugat-Németországban (Schriesheim, Unterschönmattenwag, Wörth, Meerholz), 1987-ben Hollandiában (Arnhem), 1988-ban Nyugat-Németországban (Schriesheim, Pohlheim) és Hollandiában, 1989-ben Nyugat-Németországban, 1990-ben Olaszországban (Spoleto), 1991-ben Svájcban (Bázel), 1993-ban Olaszországban (Milánó), 1995-ben pedig Svájcban (Bázel).
1996 és 2023 között az énekkar vezető karnagya Gerenday Ágnes, aki 1986-tól másodkarnagya volt a kórusnak. Ez idő óta az énekkar egyaránt énekel oratóriumokat és a cappella műveket (egyházi kórusművek, versmegzenésítések, népdalfeldolgozások). 2005 és 2015 között az énekkar éveken át rendszeres visszatérő vendége volt a salzburgi koncertévadnak: Talentum Kórus néven olyan darabokat adtak elő, mint Bach: Karácsonyi oratórium, Händel: Messiás, Franz Schmidt A hétpecsétes könyve és Benjamin Britten Háborús requiemje. Több éven keresztül rendszeres közreműködői voltak a Festspielhaus újévi koncertjeinek.
Az énekkar és Lantos Rezsőné 1997-ben közösen hozták létre a Lantos Rezső Emlékalapítványt, amely tehetséges, fiatal karnagyok támogatását tűzte ki céljául. 2003-tól kezdeményezésére hozta létre a Liszt Ferenc Zeneművészeti Egyetem a fiatal karvezetők számára a Lantos Rezső nevét viselő karvezető versenyt.
A kórus 2017-ben vette fel az alapító karnagy nevét, Lantos Rezső születésének 90. évfordulója alkalmából. 2021-ben elnyerték a nem hivatásos művészeti együttesek számára művészeti munkájuk elismeréséért adható legmagasabb szakmai kitüntetést, a Csokonai Vitéz Mihály közösségi díjat, az indoklás szerint "a magyar kóruszenei hagyományok megőrzése, valamint kiemelkedő előadóművészeti tevékenységük elismeréseként".
Gerenday Ágnes halála után, 2023 és 2025 között a kórus művészeti vezetője Szarka Tamás volt, aki 2017-ben került az együtteshez másodkarnagyként. A kórus másodkarnagya 2023 óta: Németh Zoltán István, aki 2025 óta vezető karnagy. 2024-ben az énekkar bekerült az Erzsébetvárosi Értéktárba.
A kórus 2025 májusában ünnepelte fennállásának 75. évfordulóját. A Budapest Music Centerben, 75 éve a muzsikában címmel tartott ünnepi koncertre a kórus számára három új kórusmű íródott (Tóth Péter: Halál, halál, de kegyetlen; Balogh Máté: Die Elster; Gulyás Gergely: Elindultam szép hazámból), melyek ősbemutatójára ezen a koncerten került sor.
A kórus jelenleg alapítványi formában (Budapesti Lantos Kórus Alapítvány) működik; az alapítvány elnöke: Ponauer Péter.

## Karigazgatók
- 1950–1956: Darázs Árpád
- 1950–1977: Lantos Rezső
- 1977–1980: Lantos Rezsőné
- 1977–1996: Strausz Kálmán
- 1996–2023: Gerenday Ágnes
- 2023–2025: Szarka Tamás
- 2025–: Németh Zoltán István[9]

Az évtizedek során olyan vendégkarnagyok vezényelték a kórust, mint Cser Miklós, Drahos Béla, Dubóczky Gergely, Eckhart Manke (Németország), Elisabeth Fuchs (Ausztria), Farkas András (Svájc), Hollerung Gábor, Izaki Masahiro (Japán), Jos Vranken Jr. (Hollandia), Kesselyák Gergely, Ligeti András, Medveczky Ádám, Ménesi Gergely, Mester Dávid, Somos János Csaba, Takács-Nagy Gábor, Török Géza vagy Virágh András.

## Repertoár
A kórus repertoárjában misék, oratóriumok és a cappella művek (egyházi kórusművek, versmegzenésítések, népdalfeldolgozások) találhatók, többek között Johann Sebastian Bach, Johannes Brahms, Anton Bruckner, Gustav Ernesaks, Felix Mendelssohn Bartholdy, Wolfgang Amadeus Mozart, Johann Pachelbel, Giovanni Pierluigi da Palestrina, Arvo Pärt, Michael Praetorius, Szergej Rahmanyinov, Gioachino Rossini, Alessandro Scarlatti, Antonio Vivaldi és Hugo Wolf szerzeményei, valamint olyan magyar zeneszerzők kórusművei, mint Bartók Béla, Daróci Bárdos Tamás, Esterházy Pál, Farkas Ferenc, Járdányi Pál, Karai József, Kersch Ferenc, Kodály Zoltán, Liszt Ferenc, Pászti Miklós és Volly István. Többet közülük szerzőjük - így Balázs Árpád, Bárdos Lajos, Szokolay Sándor, Tóth Péter, Balogh Máté, Gulyás Gergely - az énekkarnak vagy karnagyának (Lantos Rezső, Gerenday Ágnes, Szarka Tamás) ajánlott. Az énekkar - részben más kórusokkal együtt - olyan oratorikus művek megszólaltatásában vett már részt, mint Bach Karácsonyi oratóriuma, Beethoven IX. Szimfóniája, Johannes Brahms Német requiemje, Max Bruch: Mózes című oratóriuma (magyarországi bemutató), David Fanshaw African Sanctusa, Händel: Messiás, Haydn Nelson-miséje, Kodály Psalmus Hungaricusa, Wolfgang Amadeus Mozart Koronázási miséje és Requiemje, Carl Orff: Carmina Burana, Franz Schmidt A Hétpecsétes Könyv című műve vagy Verdi: Requiemje.

## Fellépések
Hosszú múltja során számtalan koncerthelyszínen, fesztiválon és versenyen szerepelt az együttes. Magyarországon az utóbbi két és fél évtizedben olyan koncerthelyszíneken lépett már fel, mint a Bartók Béla Nemzeti Hangversenyterem a Müpában, a Budai Ciszterci Szent Imre Gimnázium, a Budapest Music Center (BMC), a Budapesti Olasz Kultúrintézet, a Fővárosi Szabó Ervin Könyvtár Zenei Gyűjtemény kertje, a Kelenföldi Szent Gellért plébánia, a Kinizsi-vár Nagyvázsonyban, a kiskunlacházai katolikus templom, a Láng Művelődési Központ, a Magyar Nemzeti Galéria, a Magyar Zene Háza, a Margitszigeti Szabadtéri Színpad, a Mátyás-templom, a Mindszenti templom (Miskolc), a Nádor Terem, az Óbudai Társaskör, a Pesti Vigadó, a Régi Zeneakadémia, a Szent István-bazilika, a Váci székesegyház, a Zeneakadémia nagyterme vagy a Zenepalota Miskolcon. A kórus többször is énekelt a Kórusok Éjszakája rendezvényen, valamint közös produkciókban lépett fel tánctársulattal (például Nemzeti Táncszínház; Romantiáda) és könnyűzenei együttesekkel (például Ghymes együttes) is.
1996 óta a kórus turnézott többek között Hollandiában (Hága, 1998, 2001, 2007, 2019; Leiden, 2010; Poeldijk, 2007, 2010; Ravenstein, 2005; Zwolle, 1998, 2001), Csehországban (Prága, 2000, 2022), Ausztriában (Aspach; Bécs; Ebensee, 2006; Salzburg, 2005, 2006, 2007, 2008, 2012, 2013, 2015), Franciaországban (Strasbourg, 2015), Lengyelországban (Krakkó, 2011; Szczecin, 2005, 2006), Svájcban (Genf, 1998, 1999, 2000, 2001, 2006; Lausanne, 2002) és Erdélyben (2003, 20008). A kórus többször is fellépett a Világ Kórus Játékok (World Choir Games, korábban Choir Olympics, Kórusolimpia) nyitó- vagy zárókoncertjén: 2000-ben Linzben, 2004-ben Brémában és 2008-ban Grazban.
A kórus több lemez- és CD-felvételen működött közre, illetve saját felvételeket is megjelentetett.

## Diszkográfia
- Lantos Rezső, 1999
- „a dal, mely összefűz”, 2000
- Max Bruch: Mózes, 2002
- Ghymes – Álombálom, 2008
- 60 éves a Budapesti Ifjúsági Kórus - jubileumi koncert, 2010
- Sümegi Eszter – Gluck arias, 2011

## Díjak
- Csokonai Vitéz Mihály közösségi díj (2021)